# Junktor
Ein Junktor (von lat. iungere „verknüpfen, verbinden“) ist eine logische Verknüpfung zwischen Aussagen innerhalb der Aussagenlogik, also ein logischer Operator. Junktoren werden auch logische Verknüpfungen genannt und als logische Partikel klassifiziert.
Sprachlich wird zwischen der jeweiligen Verknüpfung selbst (zum Beispiel der Konjunktion) und dem sie bezeichnenden Wort beziehungsweise Sprachzeichen (zum Beispiel dem Wort „und“ beziehungsweise dem Zeichen „∧“) oft nicht unterschieden.
In Programmiersprachen werden ebenfalls aussagenlogische Junktoren verwendet, die sich aber in wesentlichen Punkten von den üblichen aussagenlogischen Junktoren unterscheiden. Sie werden dort überwiegend als logische Operatoren bezeichnet.

## Aussagenverknüpfung
In der (formalen) Logik bezeichnet man eine Aussage, die mit Hilfe von sprachlichen Partikeln wie „und“, „oder“, „wenn–dann“ und „es ist nicht der Fall, dass“ aus anderen Aussagen zusammengesetzt ist, als komplexe oder zusammengesetzte Aussage, bzw. als Aussagenverknüpfung. Eine Aussage, die nicht aus anderen Aussagen zusammengesetzt ist, wird atomare Aussage genannt.
Beispiel: Wenn Anna Urlaub hat, dann fährt sie ans Meer.
In der klassischen Aussagenlogik (vgl. klassische Logik) sind die folgenden Junktoren am gebräuchlichsten (bezogen auf zwei Aussagen {\displaystyle P} und {\displaystyle Q}):
- die Negation {\displaystyle \neg P} entspricht einer Verneinung
- die Konjunktion {\displaystyle P\land Q}, das logische Und: „Sowohl P als auch Q“
- die Disjunktion {\displaystyle P\vee Q}, das einschließende Oder: „Entweder P oder Q oder beide“
- die materiale Implikation, auch Subjunktion oder Konditional genannt, {\displaystyle P\rightarrow Q} beziehungsweise {\displaystyle P\Rightarrow Q}, entspricht der hinreichenden Bedingung „Wenn P, dann Q“
- die Kontravalenz {\displaystyle P{\dot {\vee }}Q} beziehungsweise {\displaystyle P\oplus Q}, auch Alternation oder ausschließendes Oder genannt: „entweder P oder Q, aber nicht beide“
- das Bikonditional, auch oder Äquivalenz genannt, {\displaystyle P\leftrightarrow Q} beziehungsweise {\displaystyle P\Leftrightarrow Q}, entspricht einer hinreichenden und notwendigen Bedingung, „Q genau dann, wenn P“

## Extensionalität
Man nennt einen Operator wahrheitsfunktional oder extensional, wenn der Wahrheitswert eines durch ihn gebildeten zusammengesetzten Satzes eindeutig durch die Wahrheitswerte seiner Teilsätze bestimmt ist. Die Junktoren der klassischen Aussagenlogik sind in diesem Sinne extensional. Für eine genauere Definition von Extensionalität siehe Extensionalitätsprinzip.

### Wahrheitstafeln
| \| {\displaystyle P} \| {\displaystyle Q} \| {\displaystyle P\circ Q} \| \| ----------------- \| ----------------- \| ---------------------------------------------------------------------------------------- \| \| w \| w \| {\displaystyle WHW(P\circ Q)}, für {\displaystyle WHW(P)=}w und {\displaystyle WHW(Q)=}w \| \| w \| f \| {\displaystyle WHW(P\circ Q)}, für {\displaystyle WHW(P)=}w und {\displaystyle WHW(Q)=}f \| \| f \| w \| {\displaystyle WHW(P\circ Q)}, für {\displaystyle WHW(P)=}f und {\displaystyle WHW(Q)=}w \| \| f \| f \| {\displaystyle WHW(P\circ Q)}, für {\displaystyle WHW(P)=}f und {\displaystyle WHW(Q)=}f \| |                   |                                                                                          |
| „{\displaystyle P}“ und „{\displaystyle Q}“ sind zwei beliebige Aussagen, „{\displaystyle \circ }“ steht für die Verknüpfung als logische Operation, „{\displaystyle WHW}“ für Wahrheitswert, „w“ für den Wahrheitswert „Das Wahre“, „f“ für den Wahrheitswert „Das Falsche“. |                   |                                                                                          |
| {\displaystyle P} | {\displaystyle Q} | {\displaystyle P\circ Q}                                                                 |
| w | w                 | {\displaystyle WHW(P\circ Q)}, für {\displaystyle WHW(P)=}w und {\displaystyle WHW(Q)=}w |
| w | f                 | {\displaystyle WHW(P\circ Q)}, für {\displaystyle WHW(P)=}w und {\displaystyle WHW(Q)=}f |
| f | w                 | {\displaystyle WHW(P\circ Q)}, für {\displaystyle WHW(P)=}f und {\displaystyle WHW(Q)=}w |
| f | f                 | {\displaystyle WHW(P\circ Q)}, für {\displaystyle WHW(P)=}f und {\displaystyle WHW(Q)=}f |

Eine Methode, den Wahrheitswertverlauf extensionaler Junktoren in einer Logik mit endlich vielen Wahrheitswerten übersichtlich darzustellen, sind die sogenannten Wahrheitstafeln. Bei diesen wird in jeder Zeile für eine mittels des Junktors aus Einzelaussagen gebildete zusammengesetzte Gesamtaussage für jede mögliche Zuordnung von Wahrheitswerten zu den Einzelaussagen der Wahrheitswert der Gesamtaussage angegeben. Für einen zweistelligen Junktor einer zweistelligen Logik könnte eine Wahrheitstafel wie in der Tabelle rechts aussehen:

### Mögliche Junktoren
Die Anzahl der Aussagen, die (beziehungsweise mit denen sich) ein Operator zu einer neuen Aussage verknüpft, nennt man seine Stelligkeit: Ein einstelliger Operator verbindet sich mit einer einzigen Aussage zu einer neuen Aussage, zweistellige Junktoren verbinden sich mit zwei Aussagen zu einer neuen Aussage und so weiter. Allgemein verbindet ein n-stelliger Junktor sich mit n Aussagen zu einer neuen.
Die Stelligkeit ist nicht zu verwechseln mit der Wertigkeit, d. h. mit der Frage, wie viele Wahrheitswerte zugelassen werden (vgl. Bivalenzprinzip).
In der klassischen Logik ist der wichtigste einstellige Junktor die Negation. Wichtige zweistellige Junktoren sind die Konjunktion und die Disjunktion (oft werden nur diese beiden verwendet). Ebenso lassen sich klassische drei- und mehrstellige Junktoren auf Kombinationen ein- und zweistelliger Junktoren zurückführen.
Allgemein gibt es für eine {\displaystyle m}-wertige Logik, d. h. für eine Logik mit endlich vielen Wahrheitswerten, deren Anzahl m ist, {\displaystyle m^{m^{n}}} {\displaystyle n}-stellige wahrheitsfunktionale Junktoren. Für die zweiwertige Aussagenlogik gibt es also {\displaystyle 2^{2^{1}}=4} einstellige Junktoren und {\displaystyle 2^{2^{2}}=16} zweistellige Junktoren. Schon für die dreiwertige Aussagenlogik gibt es {\displaystyle 3^{3^{1}}=27} einstellige und {\displaystyle 3^{3^{2}}=19\,683} zweistellige Junktoren.
Die sechzehn zweistelligen Junktoren der zweiwertigen Logik sind in nachfolgender Tabelle dargestellt.
| {\displaystyle P} | {\displaystyle Q} |
| w                 | w                 |

| {\displaystyle P} | {\displaystyle Q} |
| w                 | f                 |

| {\displaystyle P} | {\displaystyle Q} |
| f                 | w                 |

| {\displaystyle P} | {\displaystyle Q} |
| f                 | f                 |
Um die enge Verbindung von Aussagenlogik und Mengenlehre zu betonen, können Wahrheitstafeln auch Eulerdiagramm-ähnlich dargestellt werden (siehe folgende Beispiele). 
| w           | {\displaystyle \wedge } | w | w | {\displaystyle \wedge } | f |
| f           | {\displaystyle \wedge } | w | f | {\displaystyle \wedge } | f |
| Konjunktion |                         |   |   |                         |   |
| w           | {\displaystyle \vee } | w | w | {\displaystyle \vee } | f |
| f           | {\displaystyle \vee } | w | f | {\displaystyle \vee } | f |
| Disjunktion |                       |   |   |                       |   |

| w           | {\displaystyle \rightarrow } | w | w | {\displaystyle \rightarrow } | f |
| f           | {\displaystyle \rightarrow } | w | f | {\displaystyle \rightarrow } | f |
| Subjunktion |                              |   |   |                              |   |

| w             | {\displaystyle \leftrightarrow } | w | w | {\displaystyle \leftrightarrow } | f |
| f             | {\displaystyle \leftrightarrow } | w | f | {\displaystyle \leftrightarrow } | f |
| Bikonditional |                                  |   |   |                                  |   |

Die Terme in Fettschrift sind wahr, die in Normalschrift falsch.

### Reduzierbarkeit und funktionale Vollständigkeit
Es ist möglich, einzelne Verknüpfungen durch andere auszudrücken; zum Beispiel lässt sich die Konjunktion {\displaystyle A\land B} durch Disjunktion und Negation als {\displaystyle \neg (\neg A\lor \neg B)} oder Konditional {\displaystyle P\rightarrow Q} durch die Disjunktion {\displaystyle \neg P\vee Q} ausdrücken. Allgemein heißt eine Menge von Junktoren bezogen auf ein logisches System funktional vollständig oder semantisch vollständig, wenn mit Hilfe der betroffenen Konnektive alle anderen Konnektive des logischen Systems ausgedrückt werden können. Für die klassische Aussagenlogik sind zum Beispiel die Junktorenmengen {\displaystyle \{{\neg },{\land }\}}, {\displaystyle \{{\neg },{\lor }\}} und {\displaystyle \{{\neg },{\rightarrow }\}} funktional vollständig. Das bedeutet, dass sich alle Junktoren der klassischen Aussagenlogik wahlweise auf Negation und Konjunktion, auf Negation und Disjunktion oder auf Negation und Konditional zurückführen lassen. Häufig verwendete Junktorenmengen sind {\displaystyle \{{\neg },{\land },{\lor }\}}, {\displaystyle \{{\neg },{\land }\}}, {\displaystyle \{{\neg },{\lor }\}}.
Tatsächlich ist es möglich, alle Verknüpfungen allein mit Hilfe einer einzigen Verknüpfung darzustellen, und zwar mit der Shefferfunktion (NAND), aber auch mit der Peirce-Funktion (NOR).

### Sheffer-Operatoren
Wenn sich mit einem Junktor allein, d. h. ganz ohne Hinzunahme weiterer Junktoren alle anderen Junktoren ausdrücken lassen, dann wird dieser Junktor Sheffer-Operator oder Shefferfunktion (nach Henry Maurice Sheffer) genannt. Für die klassische Aussagenlogik gibt es genau zwei Sheffer-Operatoren: den Shefferstrich, auch NAND genannt ({\displaystyle \uparrow } oder {\displaystyle \vert }) und den Peirce-Operator, auch NOR genannt {\displaystyle \downarrow }.

## Intensionale Operatoren
Logische Operatoren, bei denen der Wahrheitswert eines aus ihnen gebildeten Satzes nicht eindeutig von den Wahrheitswerten ihrer Teilsätze bestimmt ist, heißen intensionale Junktoren. Intensional sind z. B. die einstelligen Modaloperatoren „es ist notwendig, dass“ und „es ist möglich, dass“ (siehe Modallogik): Dass eine Aussage wahr ist, bedeutet noch nicht, dass diese Aussage auch notwendig ist. Dass eine Aussage falsch ist, bedeutet noch nicht, dass sie unmöglich ist. Wahrheitsfunktional lässt sich den Modalitäten daher wohl nicht beikommen.
Zur Interpretation intensionaler Junktoren benötigt man komplexere Modelle als die extensionalen Wahrheitstabellen. Die erste bedeutende formale Semantik intensionaler Junktoren ist wohl die von Saul Kripke ursprünglich zur Interpretation der Modallogik entwickelte Kripke-Semantik (siehe Modallogik). Kripke-Semantik eignet sich auch zur Interpretation intuitionistischer Logik.

## Beispiele
| {\displaystyle P} | {\displaystyle Q} | {\displaystyle P\land Q} |
| ----------------- | ----------------- | ------------------------ |
| wahr              | wahr              | wahr                     |
| wahr              | falsch            | falsch                   |
| falsch            | wahr              | falsch                   |
| falsch            | falsch            | falsch                   |

| {\displaystyle P} | {\displaystyle Q} | {\displaystyle P\lor Q} |
| ----------------- | ----------------- | ----------------------- |
| wahr              | wahr              | wahr                    |
| wahr              | falsch            | wahr                    |
| falsch            | wahr              | wahr                    |
| falsch            | falsch            | falsch                  |

| {\displaystyle P} | {\displaystyle Q} | {\displaystyle P\rightarrow Q} |
| ----------------- | ----------------- | ------------------------------ |
| wahr              | wahr              | wahr                           |
| wahr              | falsch            | falsch                         |
| falsch            | wahr              | wahr                           |
| falsch            | falsch            | wahr                           |

| {\displaystyle P} | {\displaystyle Q} | {\displaystyle P\land Q} |
| ----------------- | ----------------- | ------------------------ |
| 1                 | 1                 | 1                        |
| 1                 | ½                 | ½                        |
| 1                 | 0                 | 0                        |
| ½                 | 1                 | ½                        |
| ½                 | ½                 | ½                        |
| ½                 | 0                 | 0                        |
| 0                 | 1                 | 0                        |
| 0                 | ½                 | 0                        |
| 0                 | 0                 | 0                        |

| {\displaystyle P} | {\displaystyle Q} | {\displaystyle P\land Q} |
| ----------------- | ----------------- | ------------------------ |
| 1                 | 1                 | 1                        |
| 1                 | ½                 | ½                        |
| 1                 | 0                 | 0                        |
| ½                 | 1                 | ½                        |
| ½                 | ½                 | ½                        |
| ½                 | 0                 | ½                        |
| 0                 | 1                 | 0                        |
| 0                 | ½                 | ½                        |
| 0                 | 0                 | 0                        |

| Opponent           | Proponent                      | |
| ------------------ | ------------------------------ | --- |
|                    | {\displaystyle P\rightarrow Q} | |
| {\displaystyle P?} |                                | Die Subjunktionsbehauptung wird angegriffen nach der Subjunktionsregel: Die voranstehende {\displaystyle P} wird behauptet. |
|                    | {\displaystyle Q}              | Als Verteidigung wird das nachstehende {\displaystyle Q} genannt, dies kann durch eine Übernahme des {\displaystyle P} der vorigen Zeile verteidigt werden. Es kann – je nach Regelsatz – auch erst die Aussage {\displaystyle P} angegriffen werden. |